# Цыганские напевы
«Цыганские напевы» до минор, соч. 20 (нем. Zigeunerweisen, op. 20) — сочинение испанского (и баскского) композитора Пабло де Сарасате. Опубликовано в 1878 году. Основано на венгерских мелодиях (в частности чардаше) и мотивах цыганской музыки. Продолжительность звучания — около десяти минут. Это наиболее известное произведение Сарасате, исполнялось крупнейшими музыкантами-виртуозами.

## История создания
Сарасате, как предполагают музыковеды, задумал «Цыганские напевы» в ходе своего визита в Будапешт весной 1877 года; сочинение было опубликовано в версии для скрипки с фортепиано в начале 1878 года лейпцигским издательством Бартгольфа Зенфа. Оркестрованная версия вышла там же в 1881 году. В обоих изданиях имеется посвящение Фридьешу Сарвади, секретарю венгерского посольства в Париже, мужу известной пианистки Вильгельмины Клаус-Сарвади.
В Будапеште Сарасате посетил Ференца Листа, дал несколько концертов и слышал, по его собственному признанию, народные песни и танцы в исполнении так называемых цыганских ансамблей. Как и многие его современники, Сарасате не делал различия между венгерской народной музыкой и цыганской музыкой. Это обычно объясняют тем, что венгерская народная музыка (в частности чардаш, родившийся из танцев гайдуков или, по другой версии, из танцев, исполнявшихся на вербовочных пунктах австро-венгерской армии, а также во время проводов в армию) часто исполнялась цыганскими ансамблями в самой Венгрии и в близких ей странах и регионах: Воеводине, Словакии, Словении, Хорватии, Трансильвании и Моравии. В основе четырёх частей «Цыганских напевов», возможно, лежат подлинные венгерские народные мелодии, услышанные композитором в обработке цыганского ансамбля.

## Части
Произведение состоит из четырёх частей, исполняемых без перерыва.
Moderato. — Lento. — Un poco più lento. — Allegro molto vivace.

## Инцидент с Сентирмаи
Через несколько лет после публикации «Цыганских напевов» третья часть произведения оказалась под подозрением в плагиате. Автор мелодии, малоизвестный сейчас венгерский композитор Элемер Сентирмаи (псевдоним Яноша Немета), не хотел никакой компенсации за «плагиат» и, вероятно, был доволен, что его сочинение получило известность в составе «Цыганских напевов», но, возможно, в письме, адресованном Сарасате (оно не сохранилось, и об этом можно сделать вывод из сохранившегося ответного письма, направленного автору по инициативе Сарасате), намекнул, что он хотел бы быть упомянутым в качестве автора этой мелодии, или открыто требовал этого. Сохранилось письмо с извинениями, которое по просьбе Сарасате (сам композитор не знал немецкого языка) написал его концертмейстер и секретарь, немецкий пианист Отто Гольдшмидт. Краткое содержание письма: Гольдшмидт от имени Сарасате поздравляет венгерского композитора с выдающимся сочинением и сообщает, что тот его использовал без указания авторства только потому, что слышал эту мелодию от цыган и ему сообщили, что это популярная народная мелодия.
В письме речь идёт о песне «Csak egy szép lány van a világon», которую Сентирмаи написал в 1873 году. Существует версия, что на самом деле Сарасате не услышал эту песню от цыган, а, выразив в присутствии Ференца Листа желание познакомиться с образцами цыганской музыки, получил спустя время сборник нотных текстов от Илонки фон Равас (Ilonka von Ravasz), ученицы Листа и племянницы Сентирмаи, где среди прочих песен была и «Csak egy szép lány van a világon». В этом случае он должен был знать об авторском характере данного произведения.
При новой публикации в 1884 году в начале третьей части было добавлено упоминание о том, что эта мелодия, принадлежащая Элемеру Сентирмаи, используется с любезного разрешения этого композитора.

## Записи
- В сделанной самим Сарасате записи «Цыганских напевов» (1904 год), сохранившейся до нашего времени, он исполняет только первую, вторую и четвертую части. Третья часть произведения отсутствует по неизвестной причине.
- Среди виртуозов, записавших «Цыганские напевы»: Яша Хейфец, Леонид Коган, Джордже Энеску, Найджел Кеннеди, Ицхак Перлман, Джошуа Белл и Анне-Софи Муттер.

## В культуре
- Фрагмент из «Цыганских напевов» вошёл в саундтрек версии Тетриса для семейства компьютеров Macintosh, разработанной Spectrum Holobyte в 1988 году.
- Пластинка с авторским исполнением произведения фигурирует в сюжете японского фильма «Цыганские мотивы».
- Мелодия «Цыганские мотивы» используется в китайской дораме «В пути».